# SMS Novara (1912)
La SMS Novara fu un incrociatore leggero dell’Imperiale e regia Marina austro-ungarica, terza unità della Classe Helgoland, ed in servizio durante la prima guerra mondiale.

## Costruzione

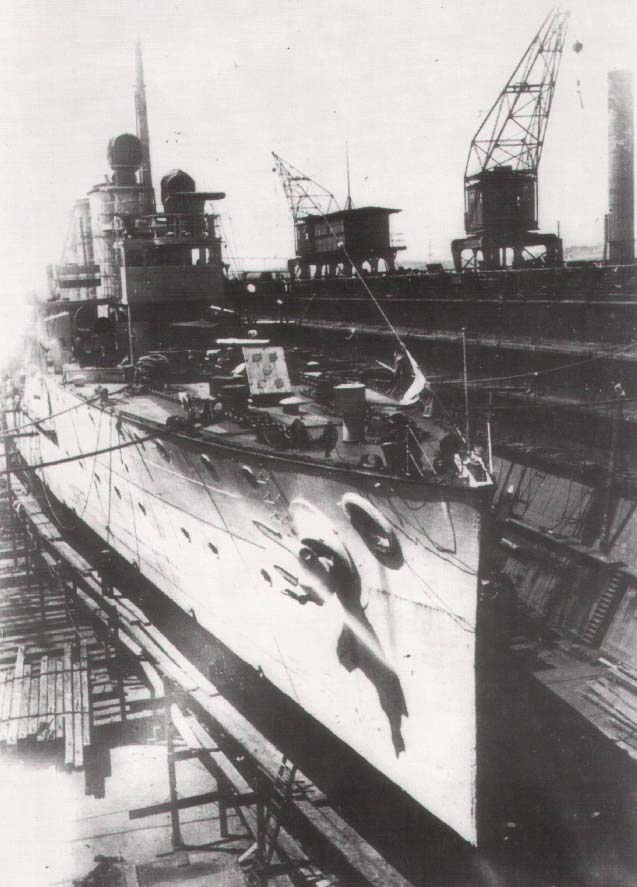
La SMS Novara, in un bacino di raddobbo dell’Arsenale militare marittimo di Pola

La costruzione dell'incrociatore Novara iniziò nel 1912 sulla base del progetto dell'incrociatore Admiral Spaun.
Il 28 luglio 1914, data in cui l'imperatore Francesco Giuseppe firmò la dichiarazione di guerra Austro Ungarica alla Serbia, il Novara, non ancora terminato venne rimorchiato dal cantiere Ganz & Co. Danubius di Fiume fino alla base navale di Pola.

## Servizio
Alla sua entrata in servizio il Novara venne subito impiegato nell'offensiva messa in atto dalla marina Austro Ungarica nei confronti delle coste Adriatiche dell'Italia al suo ingresso in guerra.
Alle ore 20.00 del 23 maggio 1915 l'unità, assieme al cacciatorpediniere Scharfschütze e alle torpediniere TB 78T, 79T, 80T, 81T, lasciò la base navale di Pola in direzione delle coste italiane con l'obiettivo di eseguire un massiccio bombardamento della zona di Porto Corsini.
La nave prese parte all'attacco del blocco del canale d'Otranto il 14 e 15 maggio 1917, durante il quale furono affondati 14 drifters alleati. Il Novara venne colpito da undici colpi alleati, il comandante Horthy (futuro ammiraglio e reggente di Ungheria) venne ferito e morirono 18 persone tra cui il primo ufficiale.. Nello specifico, gli incrociatori britannici intervenuti con una scorta di cacciatorpediniere italiani e francesi si disimpegnarono dall'inseguimento delle forze austroungariche quando un ufficiale italiano segnalò l'uscita di pesanti forze austro-ungariche da Cattaro mentre il Saida trainò il Novara in porto riuscendo nel salvataggio.
Il Novara venne ceduto alla Francia dopo la fine della prima guerra mondiale. La nave fu ribattezzata Thionville e incorporata nella flotta francese per essere utilizzata dal 1920 al 1932 come nave scuola e, una volta radiata, come nave caserma fino ad essere destinata alla demolizione, avvenuta tra il 1941 e il 1942.